# Günter Höhne (Journalist)

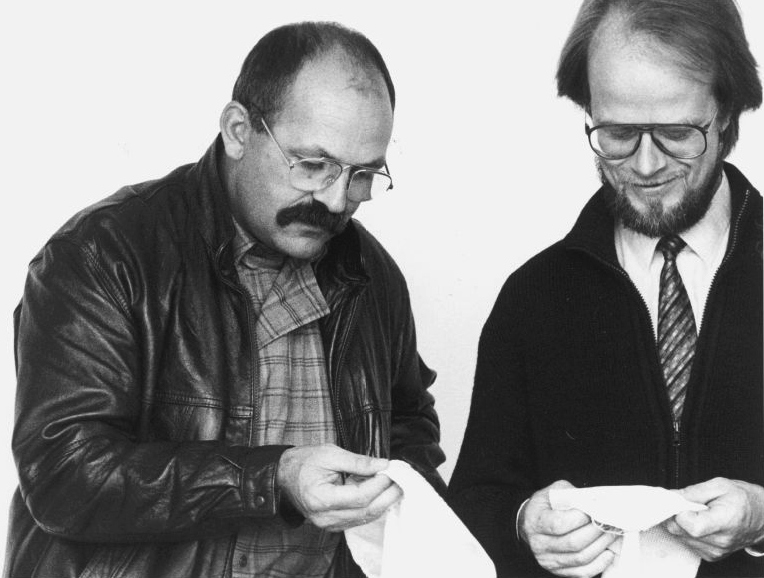
Günter Höhne (links) 1986 zu Besuch in Finnland mit Professor Yrjö Sotamaa.

Günter Höhne (* 18. April 1943 in Zwickau) ist ein deutscher Fachjournalist und Designexperte des ostdeutschen Designs zwischen 1945 und 1990. Höhnes in über zwanzig Jahren zusammengetragene Kollektion mit Tausenden von Objekten und Archivalien zur Geschichte des Designs in der DDR wurde im Sommer 2012 von der Neuen Sammlung in der Pinakothek der Moderne in München übernommen.

## Leben
Nachdem Höhne von 1959 bis 1962 ein Pädagogik-Fachschulstudium als Lehrer am Lehrerbildungsinstitut Großenhain in Sachsen abgeschlossen hatte und anschließend in seinem Beruf als Lehrer und Schuldirektor bis 1968 gearbeitet hatte, arbeitete er von 1968 bis 1979 als Redakteur und Reporter bei Radio DDR in Berlin. Während dieser Zeit studierte er im Fernstudium das Fach Journalistik an der Leipziger Universität und bekam anschließend bei der kulturpolitischen Wochenzeitung SONNTAG eine Stelle als Literaturredakteur. Später, von 1984 bis Mitte 1989, war er Chefredakteur der vom Amt für Industrielle Formgestaltung (AIF) herausgegebenen Design-Fachzeitschrift form+zweck in Ostberlin. Bis zur Auflösung des AIF Ende 1990 arbeitete Höhne als Designpublizist unter anderem mit dem Rat für Formgebung in Frankfurt am Main zusammen. Mit Seminar- und Workshop-Vortragsreihen leistete er für Designer aus den neuen Bundesländern Vorbereitungsarbeit auf ihre Tätigkeit unter den Bedingungen der sozialen Marktwirtschaft. Nach der Wende begann er für kurze Zeit eine Tätigkeit als freier Mitarbeiter bei einer Berliner Werbe- und Medienagentur, um dann bis 1994 als Redakteur und Ressortleiter bei der überregionalen Berliner Tageszeitung Neue Zeit beim Aufbau unterschiedlicher Themengebiete als Ratgeber mitzuwirken. Schließlich war er hier bis zuletzt im Feuilleton für Architektur und Design zuständig. Nachdem die Neue Zeit 1995 ihr Erscheinen einstellte, begann Höhne mit seiner Tätigkeit als freier Journalist. Günter Höhne lebt heute in Berlin.

## Design-Sammlung
Höhnes Design-Sammlung besteht aus mehr als tausend Objekten aus der Zeit der Sowjetischen Besatzungszone und der DDR. Nach 1990 hatte er gesammelt, was im DDR-Design beispielhaft und inzwischen selten geworden war. Sie beinhaltet auch viele Nachlässe bekannter DDR-Formgestalter. Über die Jahre sind von ihm nahezu 18 Tonnen DDR-Erzeugnisse zusammengetragen worden, die als Archivgut dienen und in München gezeigt werden. Weitere Teile seiner Sammlung werden im Grassimuseum Leipzig, im Werkbundarchiv – Museum der Dinge (Berlin), im Sächsischen Industriemuseum (Chemnitz), im Stadtmuseum Halle (Saale), im Museum für Thüringer Volkskunde Erfurt und im Dokumentationszentrum Alltagskultur der DDR (Eisenhüttenstadt) gezeigt.

## Ehrungen
- 1993 Bremer Preis für Designpublizistik
- 2007 Ehrenpreis des Lilienthal-Designpreises des Landes Mecklenburg-Vorpommern[3]

## Publikationen
- Penti, Erika und Bebo Sher: Die Klassiker des DDR-Designs. Schwarzkopf & Schwarzkopf, 2001, ISBN 3-89602-320-9.
- DDR Design. Komet, Köln 2006, ISBN 3-89836-587-5.
- DDR Design Geschenkpapier. Komet, Köln 2007, ISBN 978-3-89836-633-5.
- Produktkult(ur) – Das DDR-Designbuch. Komet, Köln 2008, ISBN 978-3-89836-800-1.
- Das große Lexikon: DDR-Design. Komet, Köln 2008, ISBN 978-3-89836-676-2.
- Die geteilte Form – Deutsch-deutsche Designaffären 1949–1989. Fackelträger, Köln 2009, ISBN 978-3-7716-4421-5.
- DDR Design: Kultur im Heim. Komet, Köln 2013, ISBN 978-3-86941-297-9.
- DDR Design: Arbeit, Freizeit, Reisen. Komet, Köln 2014, ISBN 978-3-86941-331-0.
- Wohnungen für alle: Vom Leben im Plattenbau. Komet, Köln 2014, ISBN 978-3-86941-352-5.
- Design Made in GDR. Der Formgestalter Martin Kelm im Gespräch. Das Neue Berlin, Berlin 2021, ISBN 978-3-360-02801-3.